# 广田站

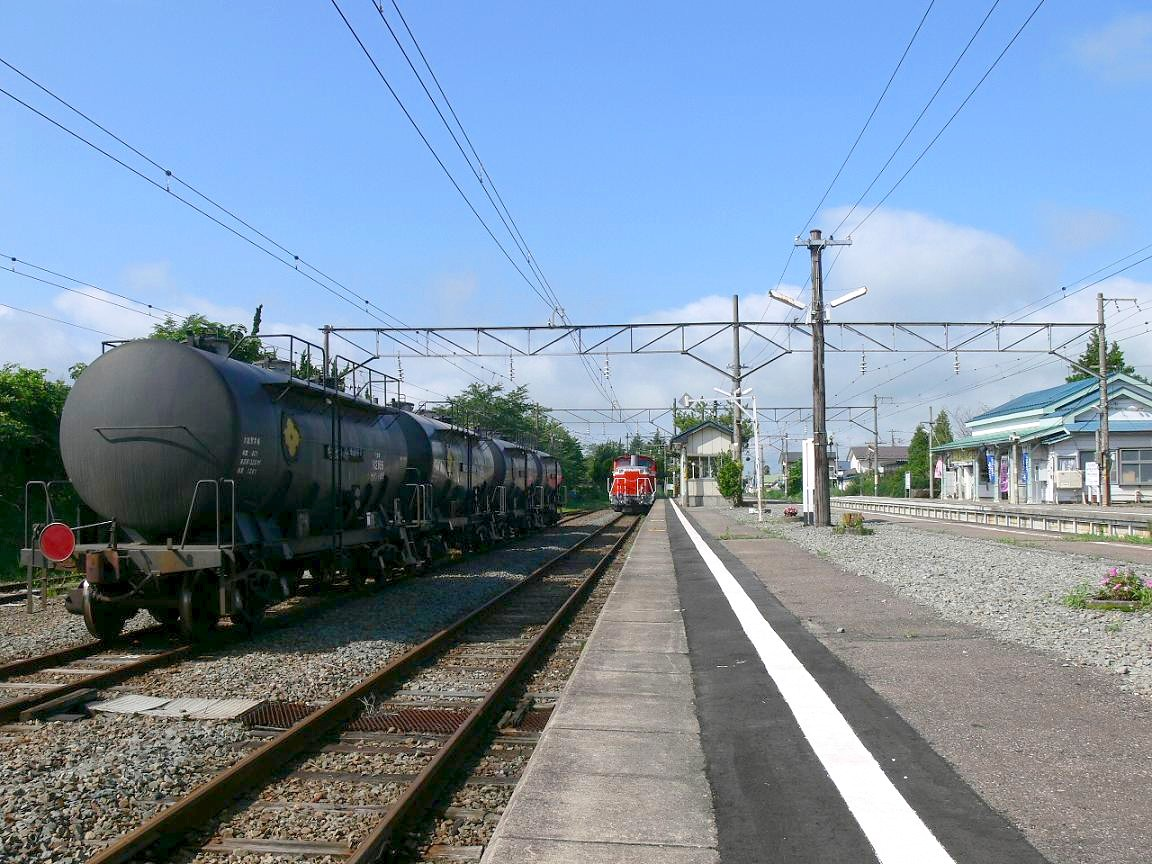
站内情况，可看到正在调车作业的机车和右手侧失火前的旧站房

广田站（日语：／ Hirota eki */?）位于福岛县会津若松市河東町广田字中岛戊，是东日本旅客铁道（JR東日本）管辖的磐越西线上的鐵路車站。

## 历史
- 1899年7月15日 - 作为"岩越铁道车站投入运营[2]。
- 1906年11月1日 - 岩越铁道国有化。
- 1982年8月1日 - 除专用线外，取消其他货运业务。
- 1983年3月10日 - 取消办理行李业务。
- 1987年4月1日 - 国铁分割民营化后成为JR东日本车站。
- 2007年
  - 3月15日 - 货物列车最终运行日。
  - 12月31日 - 火灾烧毁了一半的站房。由于为除雪作业设备补给油料，不慎引起相邻仓库着火，继而引燃车站。
- 2008年
  - 1月16日 - 临时站房启用[3]
  - 6月22日 - 新站房竣工，开始启用[4]。

## 车站结构
侧式站台与岛式站台2台3线的地上车站。3站台线路已停用。站台间通过跨线桥连接。
会津若松站管理的无人站。

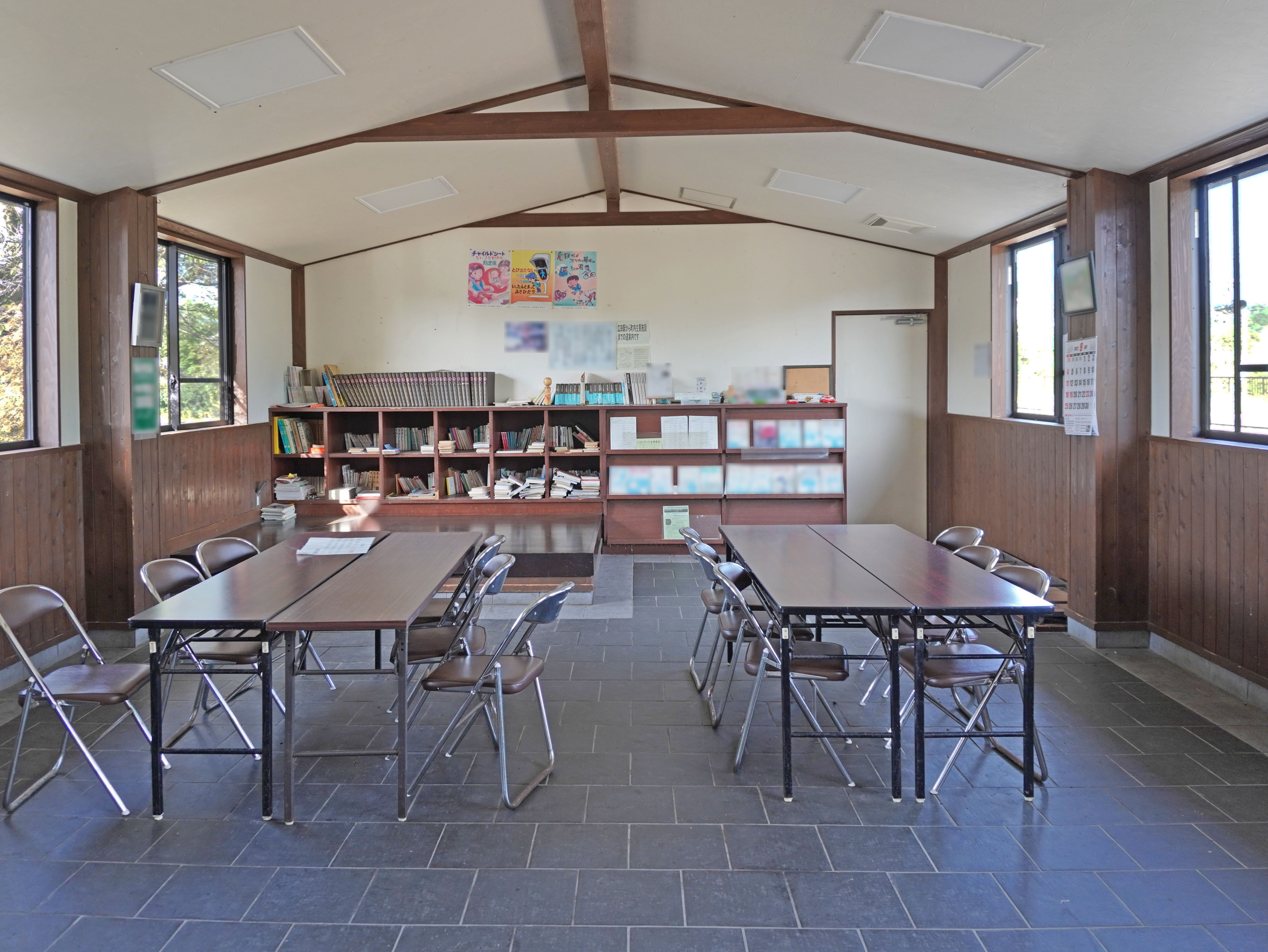
候車室（2022年9月）
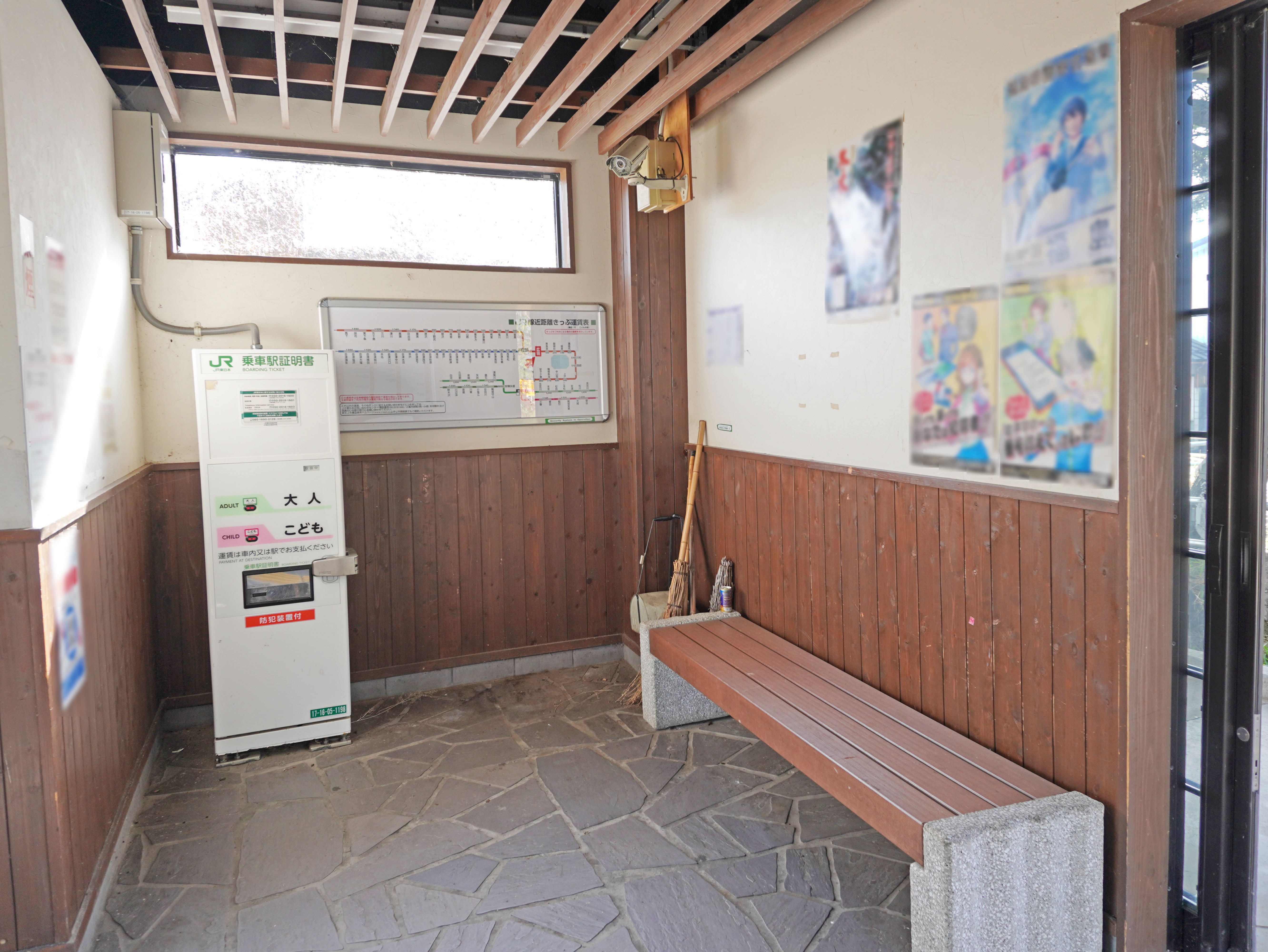
乗車站証明書發行機（2022年9月）
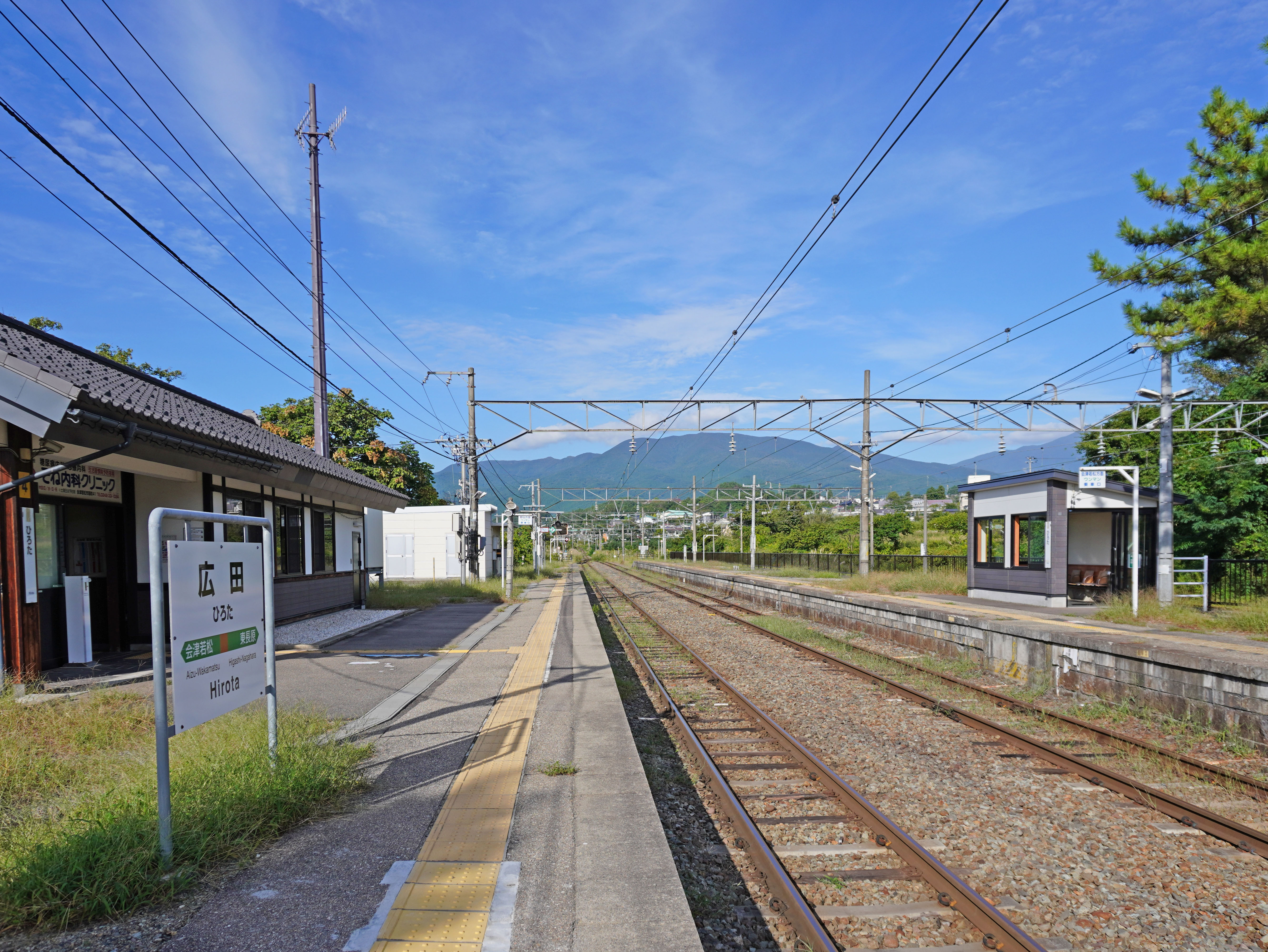
月台（2022年9月）
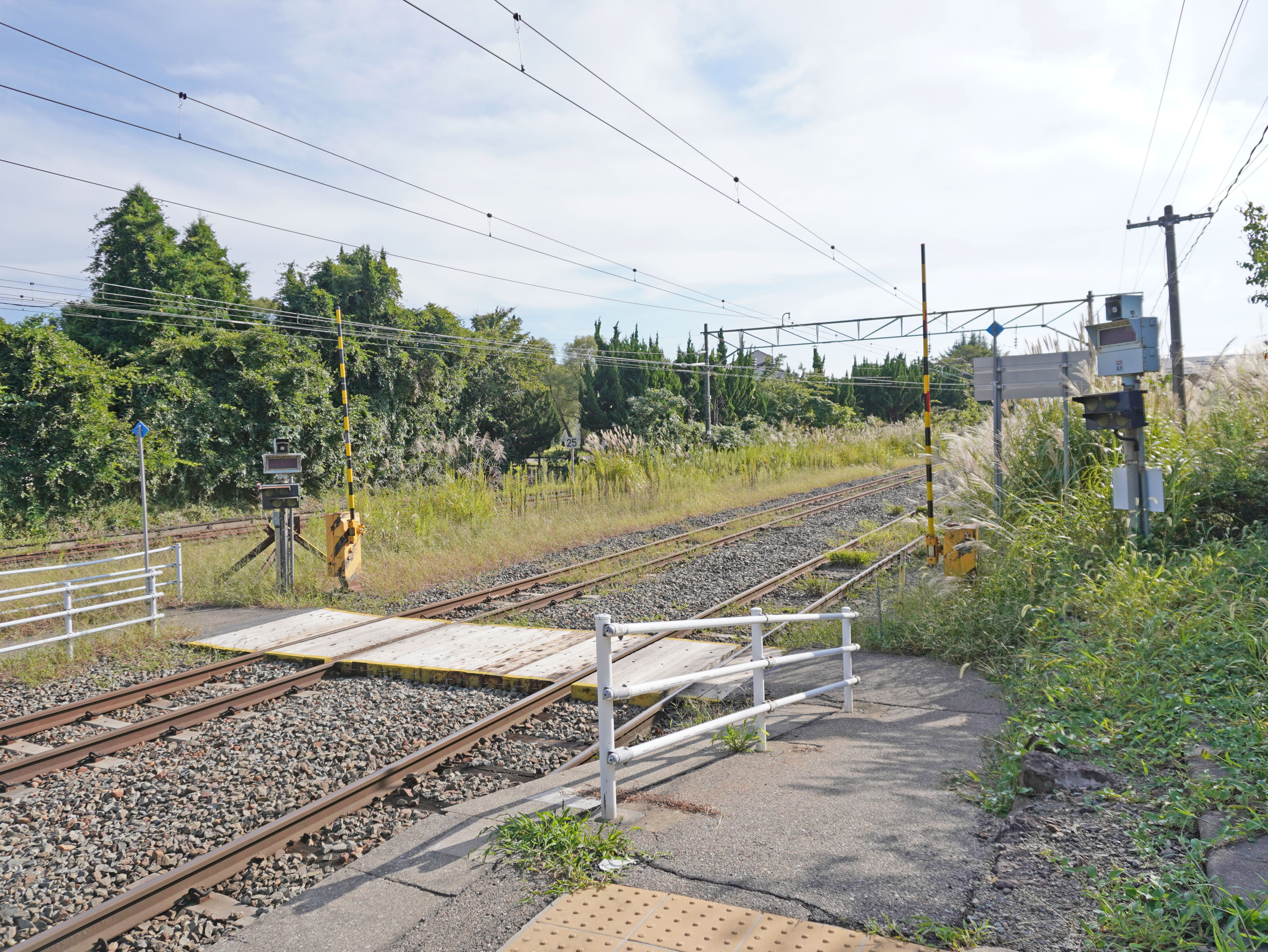
站内平交道（2022年9月）

### 站台配置
| 站台 | 路线         | 方向         | 目的地!              |
| ---- | ------------ | ------------ | -------------------- |
| 1    | ■磐越西线    | 上行         | 猪苗代・郡山方向     |
| 2    | ■磐越西线    | 下行         | 会津若松・喜多方方向 |
| 3    | （暂停使用） | （暂停使用） | （暂停使用）         |

## 相邻车站
東日本旅客铁道（JR東日本）
■磐越西线
□快速(部分列车停车)、■普通
東長原－廣田－会津若松